# Titularerzbistum Marcianopolis
Marcianopolis (italienisch: Marcianopoli) ist ein Titularerzbistum der römisch-katholischen Kirche.
Es geht zurück auf einen antiken Bischofssitz in der Stadt Marcianopolis, die sich in der südosteuropäischen Region und spätantiken römischen Provinz Moesia inferior (Niedermösien) im heutigen Bulgarien befand. 
| Titularerzbischöfe von Marcianopolis |                                        | |                    |                    |
| Nr.                                  | Name                                   | Amt | von                | bis                |
| 1                                    | Vitus Piluzzi OFMConv                  | | 5. September 1678  | 6. Januar 1704     |
| 2                                    | Giovanni Vincenzo Castelli OP          | Alterzbischof von Naxçıvan (Persien)                                                                                                | 19. Juni 1709      | 21. März 1714      |
| 3                                    | Giuseppe Roverani (Giuseppe Roverano)  | Apostolischer Vikar von Konstantinopel (Türkei)                                                                                     | 10. März 1767      | 2. Juli 1772       |
| 4                                    | Giovanni Battista Fonton OFMConv       | Altbischof von Syros und Milos (Osmanisches Reich)                                                                                  | 16. März 1799      | 26. August 1816    |
| 5                                    | Jan Marceli Gutkowski                  | emeritierter Bischof von Podlaska o Janów (Polen)                                                                                   | 18. September 1856 | 2. Oktober 1863    |
| 6                                    | Nicolás Castells OFMCap                | Apostolischer Delegat in Mesopotamien, Kurdistan, Kleinarmenien und das Perserreich / Apostolischer Administrator von Bagdad (Irak) | 19. Juni 1866      | 7. September 1873  |
| 7                                    | Ignace Bourget                         | emeritierter Bischof von Montréal (Kanada)                                                                                          | 4. Juli 1876       | 8. Juni 1886       |
| 8                                    | Ildefonso Giovanni Battista Borgna OCD | emeritierter Apostolischer Vikar von Quilon (Indien)                                                                                | 14. Dezember 1886  | 4. Dezember 1894   |
| 9                                    | Peter Richard Kenrick                  | emeritierter Erzbischof von Saint Louis (USA)                                                                                       | 8. Juni 1895       | 4. März 1896       |
| 10                                   | Macario Sorini                         | emeritierter Bischof von Gubbio (Italien)                                                                                           | 19. April 1900     | 31. Dezember 1900  |
| 11                                   | Paolo Schinosi                         | Weihbischof in Benevent (Italien)                                                                                                   | 8. April 1901      | 18. Juli 1921      |
| 12                                   | Jean Budes de Guébriant MEP            | Generalsuperior der Gesellschaft des Pariser Missionsseminars                                                                       | 11. Dezember 1921  | 6. März 1935       |
| 13                                   | Charles-Albert Gounot CM               | Koadjutorerzbischof von Karthago (Tunesien)                                                                                         | 14. August 1937    | 16. Mai 1939       |
| 14                                   | Giuseppe di Girolamo                   | emeritierter Bischof von Lucera (Italien)                                                                                           | 1. Januar 1941     | 28. Oktober 1944   |
| 15                                   | Louis Le Hunsec CSSp                   | Generalsuperior der Spiritaner | 24. Februar 1945   | 25. Dezember 1954  |
| 16                                   | Giovanni Sismondo                      | emeritierter Bischof von Pontremoli (Italien)                                                                                       | 21. Februar 1955   | 7. Dezember 1957   |
| 17                                   | Teofilo Camomot Bastida                | Koadjutorerzbischof von Cagayan de Oro (Philippinen)                                                                                | 10. Juni 1958      | 27. September 1988 |
| 18                                   | Wolodymyr Sternjuk CSsR                | Weihbischof in Lemberg (Ukraine) | 16. Januar 1991    | 29. September 1997 |
| 19                                   | Peter Bryan Wells                      | Apostolischer Nuntius | 9. Februar 2016    |                    |